# Пирапозинью
Пирапозинью (порт. Pirapozinho)  —  муниципалитет в Бразилии, входит в штат Сан-Паулу. Составная часть мезорегиона Президенти-Пруденти. Входит в экономико-статистический  микрорегион Президенти-Пруденти. Население составляет 22 926 человек на 2006 год. Занимает площадь 480,795 км². Плотность населения — 47,7 чел./км².
Праздник города —  9 апреля.

## История
Город основан 9 апреля 1949 года.

## Статистика
- Валовой внутренний продукт на 2003 составляет 237.115.550,00 реалов (данные: Бразильский институт географии и статистики).
- Валовой внутренний продукт на душу населения на 2003 составляет 10.515,57 реалов (данные: Бразильский институт географии и статистики).
- Индекс развития человеческого потенциала на 2000 составляет 0,783 (данные: Программа развития ООН).